# 郁金香

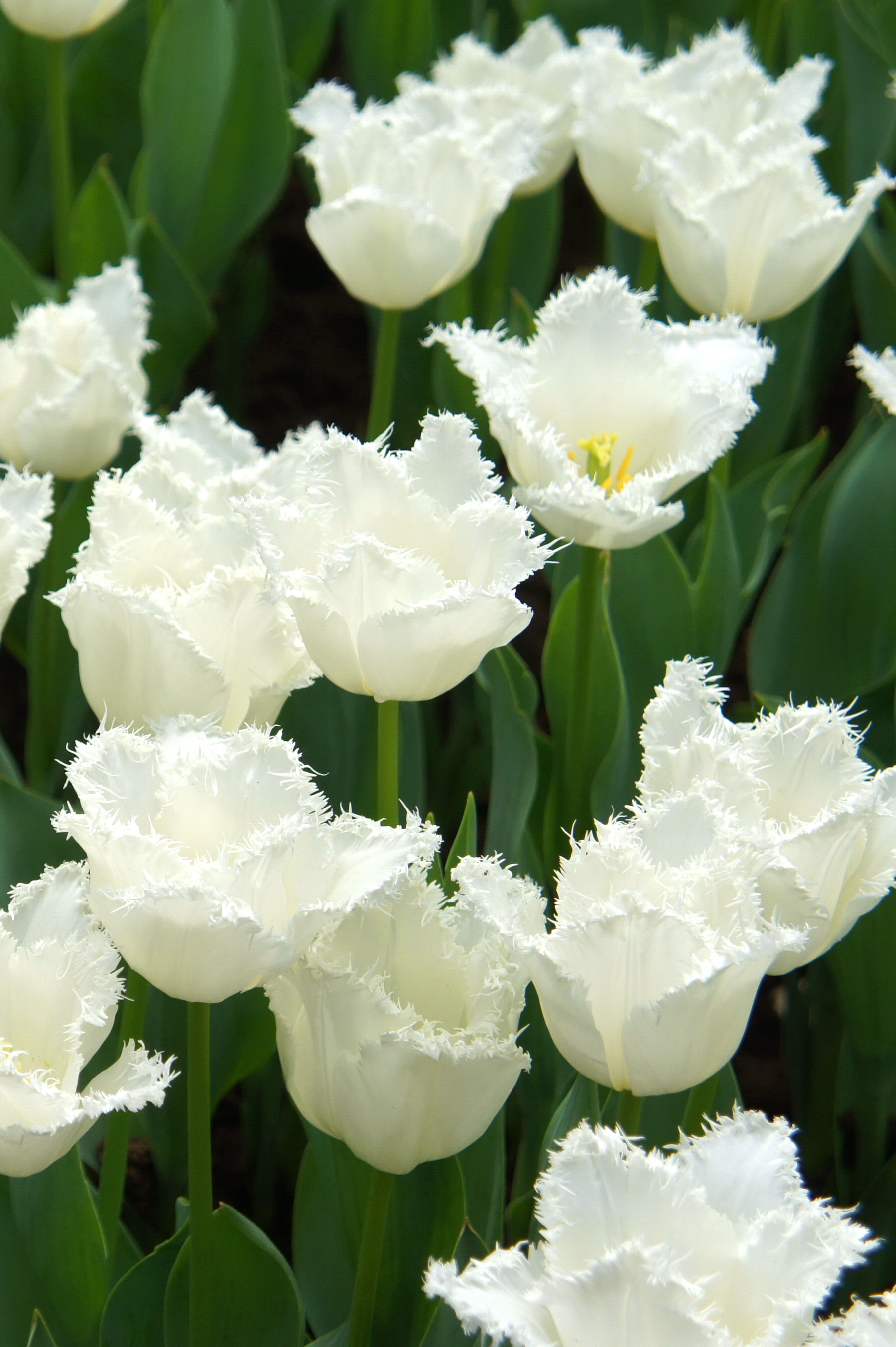
白色穗邊Daytona鬱金香

鬱金香是百合科鬱金香屬的一个栽培种，又称洋荷花、旱荷花。绝大多数郁金香属栽培品种都属于本种，其起源地为中亞天山，可能起源于眼斑郁金香、亚美尼亚郁金香、准噶尔郁金香等种的杂交。
為人熟知的外銷大國荷蘭初次引進鬱金香是在16世紀末，因生長地區緯度不同而花期各異，普遍在3月下旬至5月上旬。雖然全世界約有2,000多個鬱金香品種，但大量生產者大約只有150種。
被歐洲人稱為「魔幻之花」的鬱金香，自古以來就有一種莫名的魔力使園藝學家熱衷於品種改良，甚至有人傾家蕩產只為了它那稀有的球根（實際上為鱗莖，球根植物泛指根或地下莖呈球或塊狀之植物）。後來鬱金香是成為了荷蘭的國花。
亞洲多個地區也種植鬱金香，台灣、土耳其等國用它們来裝飾，還有伊朗的国旗和国徽上也有郁金香图案。

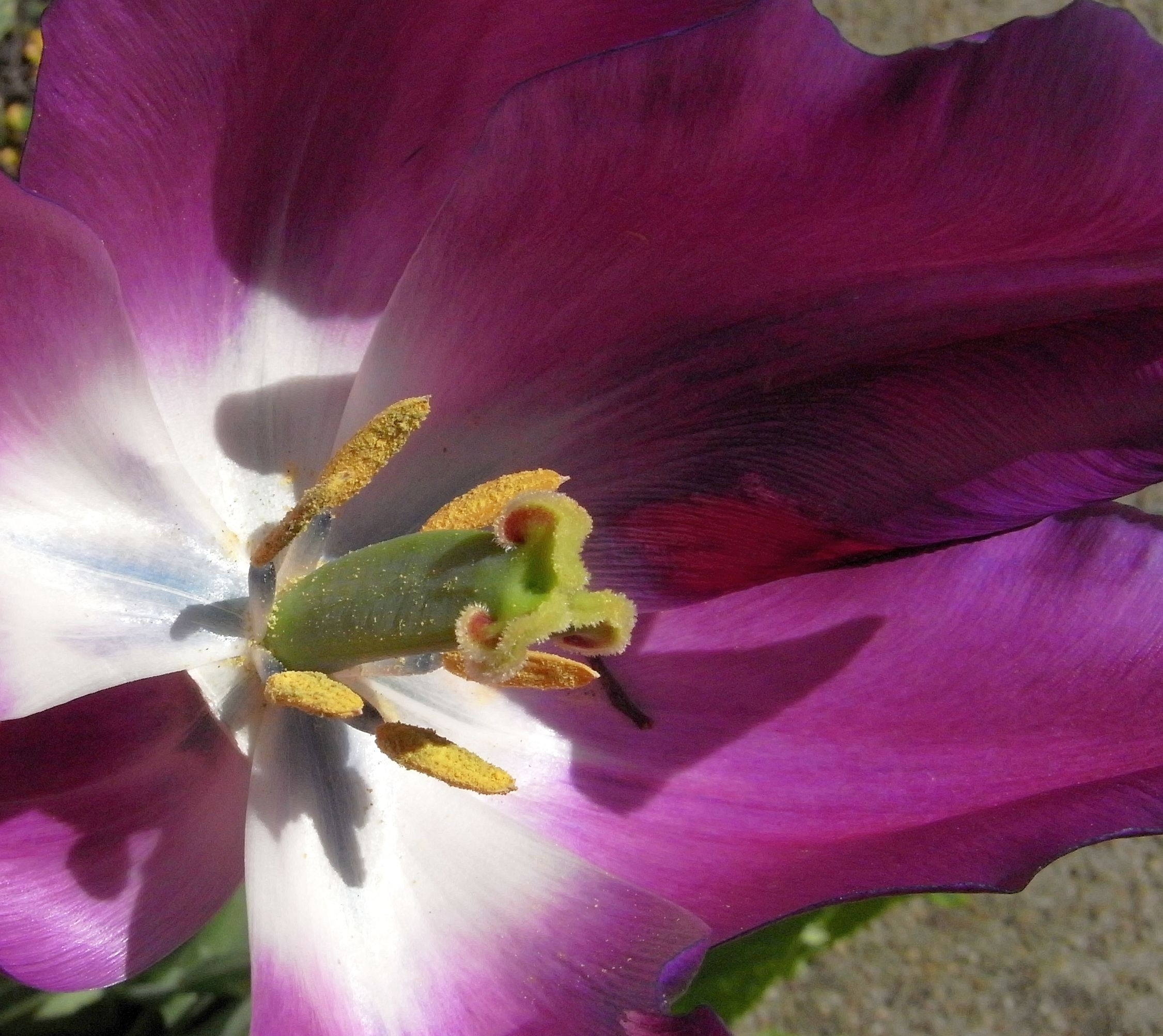

## 特征
多年生草本植物，鱗莖扁圓錐形或扁卵圓形，長約2釐米，具棕褐色皮股，外被淡黃色纖維狀皮膜。莖葉光滑具白粉。葉出，3－5片，長橢圓狀披針形或卵狀披針形，長10－21厘米，寬1－6.5釐米；基生者2－3枚，較寬大，莖生者1-2枚。花莖高6－10釐米，花單生莖頂，大形直立，林狀，基部常黑紫色。花葶長35－55釐米；花單生，直立，長5－7.5釐米；花被6片，倒卵形，鮮黃色或紫紅色，具黃色條紋和斑點：雄蕊6，離生，花葯長0.7－1.3釐米，基部著生，花絲基部寬闊；雌蕊長1.7－2.5釐米，花柱3裂至基部，反卷。花型有杯型、碗型、卵型、球型、鍾型、漏斗型、百合花型等，有單瓣也有重瓣。花色有白、粉紅、洋紅、紫、褐、黃、橙等，深淺不一，單色或複色。花期一般為3~5月，

## 分類
由於現代的鬱金香經過長期的雜交，產生了大量不同花形花色的品種，而被分類為十五類。
- 第二類：重瓣早花型
- 第三類：凱旋型
- 第四類：達爾文雜交型
- 第五類：單瓣晚花型
- 第六類：百合花型
- 第七類：穗邊型
- 第八類：綠花型
- 第九類：林布蘭型
- 第十類：鸚鵡型
- 第十一類：重瓣晚花型
- 第十二類：考夫曼尼雜交型
- 第十三類：佛斯特尼亞雜交型
- 第十四類：葛雷基雜交型
- 第十五類：其他型

## 歷史

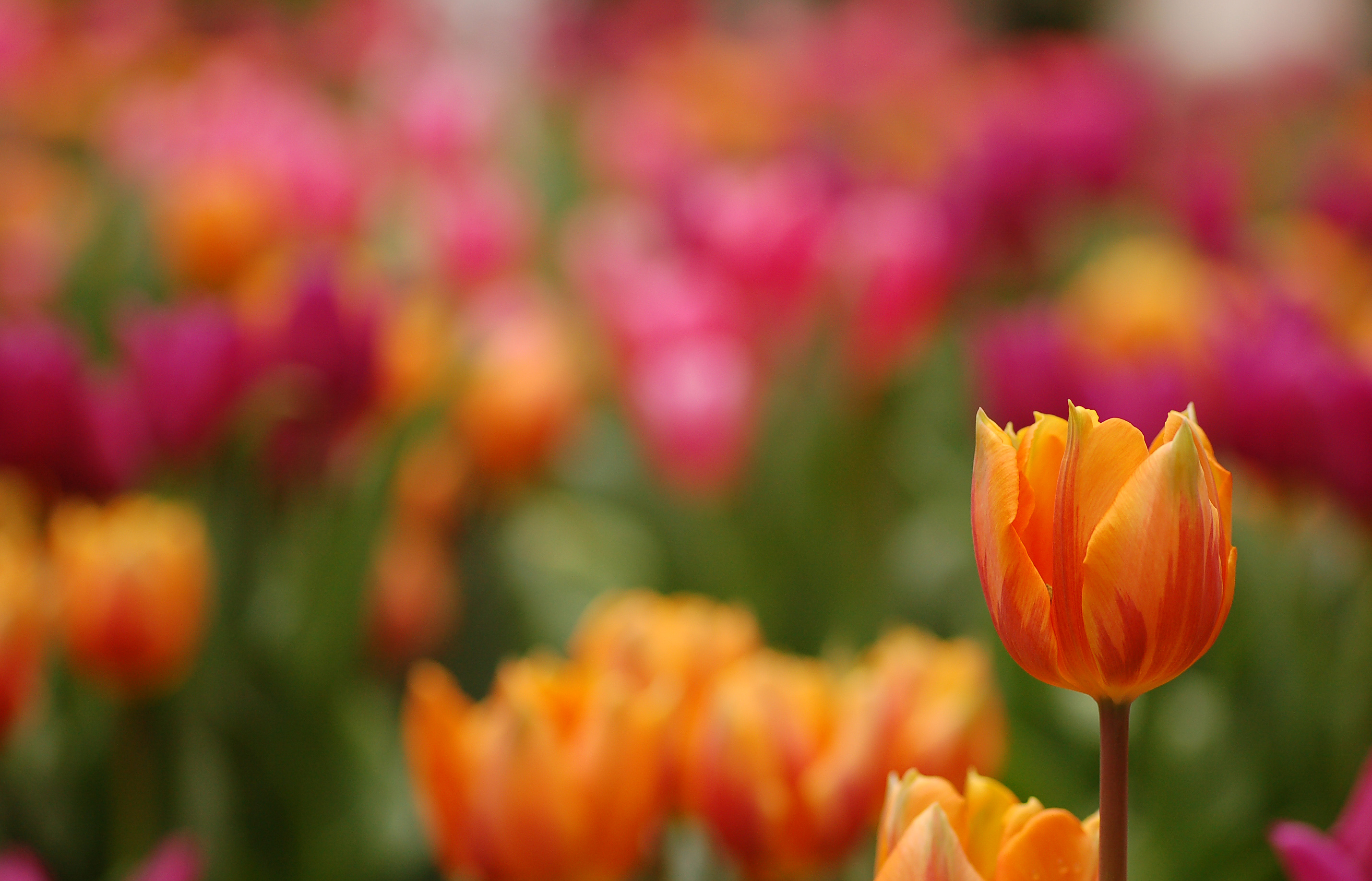

郁金香原本是亚洲草原上的一种野花，随着土耳其人来到了小亚细亚和巴尔干地区。第一个把郁金香介绍到西方的，是在16世纪担任奥地利皇帝大使的巴斯拜克。他在返乡途中将郁金香球茎带回了佛兰德。
郁金香的欧洲名字来自土耳其人给它取的昵称“tulbend”，即波斯语的“头巾”。
郁金香在土耳其语里叫做“lale”，听起来非常像“安拉”，因此获得了神圣的地位。

## 相關
- 鬱金香狂熱：1637年發生在荷蘭，是世界上最早的泡沫經濟事件。
- 鬱金香時期：1718年 - 1730年間，鬱金香風靡了整個鄂圖曼帝國。
- 伊朗國徽